# Gouvernement Paasch I
Pour les articles homonymes, voir Gouvernement Paasch.
Paasch I est le nom du gouvernement de la Communauté germanophone de Belgique formé par une coalition tripartite, associant le parti communautaire ProDG, la famille socialiste et libérale.
Ce gouvernement a été institué le 26 juin 2014 à la suite des élections régionales et communautaires et succède au Gouvernement Lambertz III.

## Composition du Gouvernement
| Fonction                                                                   | Titulaire | Titulaire           | Parti |
| -------------------------------------------------------------------------- | --------- | ------------------- | ----- |
| Ministre-président Ministre des Pouvoirs locaux                            |           | Oliver Paasch       | ProDG |
| Vice ministre-président Ministre de la Culture, de l'Emploi et du Tourisme |           | Isabelle Weykmans   | PFF   |
| Ministre de la Famille, de la Santé et des Affaires sociales               |           | Antonios Antoniadis | SP    |
| Ministre de l’Enseignement et de la Recherche scientifique                 |           | Harald Mollers      | ProDG |